# Меморіальний музей В. М. Сосюри
Меморіальний музей В. М. Сосюри — музей, присвячений Володимирові Сосюрі в місті Лисичанську Луганської області, один із трьох музеїв міста. Розміщений у приміщенні ПК ім. В. М. Сосюри.

## Історія

Пам'ятник Володимирові Сосюрі

Меморіальний музей імені Володимира Миколайовича Сосюри знаходиться в однойменому Палаці культури у місті Лисичанськ на вулиці Героїв Сталінграда. Музей було створено для вшанування пам'яті великого поета-революціонера, нашого земляка, Володимира Сосюри. Відкритий був 6 січня 1968 року до 70-рцччя від дня народження поета. Музей був заснований у 6 січня 1968 року в день 70-річчя від дня народження поета на громадських засадах. За рік до того — 11 січня 1967 року у сквері біля Будинку культури ім. В. М. Сосюри було відкрито пам'ятник поету. Його автором був талановитий луганський скульптор Ілля Овчаренко. В музеї 2 експозиційних зала, фондова колекція нараховує понад 800 експонатів, серед яких: особисті речі поета, фотознімки, книжки, рукописи тощо.
Одним із збирачів сучасної скарбниці особистих речей став — Акімов Василій Тимофійович. Саме він зробив великий внесок для створення меморіального музею. Василій Тимофійович працював вчителем історії у загальноосвітній школі № 15 у місті Лисичанську.
Більшість експонатів було Акімов отримав від дружини покійного поета. Це були особисті речі, рукописи та інше.
Також, сини Сосюри додали до експонатів музею збірки. Найактивнішу участь у цьому брав його середній син — Миколай Володимирович.
Картини, що розмішені у музею були подаровані художником Іллем Пушаковим.
А легендарну збірку зі Сталінграду подарував вчитель Ростовської області Кожарнівський М. Г.
Багато експонатів були подаровані музею письменниками, друзями Володимира Миколайовича та простими людьми, що пощастило доторкнутися до прекрасного.
У вітринах музею експонуються твори Володимира Миколайовича, подаровані його родиною та друзями. Тяжке життя поета скрашували пісні, які він міг слухати годинами. І, звичайно ж, книги. До книг він приохотився дуже рано, як тільки пізнав за допомогою батька ази грамоти. Дуже любив О. С. Пушкіна, М. В. Гоголя, М. Ю. Лермонтова, М. О. Некрасова, Т. Г. Шевченка, І. Я. Франка.
У музеї зберігається перше видання поеми «Червона зима» 1921 року, одного з найяскравіших творів поета. У нотатках "Як я писав «Червону зиму» В. М. Сосюра згадував, що поштовхом до написання поеми послужила зустріч з друзями дитинства і юності у перший приїзд його з фронту в рідне село.
Меморіальний музей В. М. Сосюри проводив велику роботу в плані естетичного, художнього, патріотичного виховання. Основним напрямом діяльності музею є пропаганда літературної спадщини нашого поета — земляка Володимира Миколайовича Сосюри. В музеї проводяться тематичні екскурсії та сосюринські читання, зустрічі з поетами та письменниками міста, ведеться листування з родичами великого поета В. М. Сосюри, організовуються цікаві виставки витворів образотворчого мистецтва та декоративно-прикладного мистецтва, виставки полотен лисичанських художників, дитячих студій, народних умільців. Велика екскурсійна, лекційна робота роблять музей ім. В. М. Сосюри центром пропаганди національної культури, відродження національних традицій та обрядів. Музей також здійснював роботу по збору матеріалів про лисичанських поетів. Були зібрані матеріали про І. Гудковську, А. Олексієнко, А. Проневич, Є. Шаргородського, А. Соловйова, О. Пацубенко. Це книги, газети, фотознімки.
У 2009 році була організована виставка з фондів музею «Такий я ніжний, такий тривожний», присвячена життєвій та творчій діяльності В. М. Сосюри; виставка робіт декоративно — прикладного мистецтва «Українські візерунки»; виставка робіт учнів ЗОШ № 4 та студентів педагогічного коледжу, присвячена В. М. Сосюрі «Люблю тебе, мій рідний краю»
На базі музею В. М. Сосюри діє літературний клуб за інтересом «Діалог». Метою клубу є ознайомлення студентів навчальних закладів та учнів середніх шкіл з життям і творчістю українських та зарубіжних письменників і поетів, удосконалення навичок виразного читання, розвиток творчого мислення, уміння самостійно робити висновки, виховання відчуття національної гордості та любові до рідного краю.
У 2010 році була організована виставка з фондів музею «Поет великої зажури серця», присвячена життєвій та творчій діяльності В. М. Сосюри; на базі клубу проходили сосюринські читання «Поет землі з найменням Україна», "…шумить Третя Рота — домівка моя… ; літературні години «Тропою Кобзаря» (присв. творчості Т. Г. Шевченка), «О весна, без кінця і без краю» (знайомство із збіркою В. М. Сосюри "Весни дихання), «Айстри замріяні — квіти осіннії» (знайомство із збіркою В. М. Сосюри «Осінні мелодії»); поетична година «Любимый город» (вірші про Лисичанськ); ігрова програма для членів клубу «Новорічний калейдоскоп».
Музей також активізував листування з правнуком поета Олексієм Олеговичем Сосюрою, який активно займається пропагандою творчості Володимира Миколайовича.
У 2012 році була організовані виставки з фондів музею "Долею навіяні рядки", «Мистецтво жити», присвячені поету В. М. Сосюрі.
У 2013 році творча і виховна робота музею була спрямована на виконання святкування 115-ї річниці з Дня народження Володимира Миколайовича Сосюри. У 2013 році були організовані виставки з фондів музею «Такий я ніжний, такий тривожний», «Люблю тебе, мій рідний краю», присвячені поету В. М. Сосюрі; фотовиставки «Листом пожовклим з дерева пісень, я не впаду у пам'яті народу», «Краски осени», «Ой, сніги мої, сніги…».
До 115-ї річниці з Дня народження В. М. Сосюри було проведено літературно — музичне свято «Люблю України коханої небо». У звітному році були проведені літературні свята «Люби свій край, всю душу солов'їну і серця жар йому віддай», «Казкова осінь», «Поет землі з найменням Україна»; літературні вечори «Твій Сосюра», «О весна, без кінця і без краю»; вечори поезії «Голос ніжного серця», «Я про любов скажу віршами»; тематичні заняття «Поет моєї Батьківщини», «Стежками творчості Тараса Шевченка» та ін.
У 2014 році були організовані виставки з фондів музею «Життя, як творчість», «Мистецтво жити», присвячені поету В. М. Сосюрі; фотовиставки «Осінні барви», «Зимова казка».

## Книга відгуків
Книга відгуків існує з 1969 року. Першим залишив в ній свій запис Кобилянський А. Ю.: «Мне с моим учеником посчастливилось побывать в музеи В. Н. Сосюры. Это впервые мы увидели прекрасную выставку о жизни и творчестве великого поэта. Выражаем искренную признательность по сбору материалов Сосюры. Желаем этим добрым людям продолжать сбор материалов о поэте, и сделать музей памятником нашего великого земляка.» Найвища активність була з 1969 року по 1985 рік. 75 % відвідувачів були учнями шкіл та училищ найближчих міст. Приблизно 20 % всіх людей, що відвідали музей, буди творчі люди — письменники. 5 % — відвідувачі з інших областей країни та зарубіжжя — Болгарії, Росії, Білорусі, Франції.
У 81-річницю від дня народження поета музей відвідали «письменники сосюринського краю»: Чалий Богдан Йосипович, Білозуб та інші. «В день 81-річниці від дня народження видатного українського радянського поета, нашого земляка Володимира Миколайовича Сосюри, ми знову приїхали сюди, на батьківщину українського солов'я, аби низько вклонитися його пам'яті, його пам'ятнику, його рідній землі. Ми всі злетіли у світле небо поезії з добрих долонь Сосюри, всі вдячні йому за поетичні зерна, посіяні його руками і його щедрим серцем в наші чуйні й жадібні до всього прекрасного серця. Віки жити йому в своєму народі, в українській поезії, в світовій гуманістичній літературі! Спасибі місту, яке береже пам'ять про свого славного сина! Спасибі землі, яка породила його!».
Частими гостями були і рідні В.Сосюри. Серед записів знаходимо автографи синів — Миколи та Володимира в різні роки, онука Олексія. Микола Сосюра відвідував меморіальний музей імені Володимира Сосюри 26 березня 1974 року. У книзі відгуків він записав: "Володимир Миколайович Сосюра — один із лучших моїх літературних вчителів. Отже, кожен може зрозуміти, з яким душевних трепетом переступив я поріг цього музею.
Що мені ще написати? А ось що: «Слава вам, привітні лисичанці, за незрадливу любов до поета свого! Сором вам, керівники Спілки письменників України, які забули про найвидатнішого українського лірика!
Б'ю чолом!»
Останній запис «Книги відгуків» було зроблено воїнами 24 «Залізної» механізованої бригади Чернігівщини.
«Так склалося, що ми, земляки Великого Олександра Довженка були закинуті війною на Батьківщину Великого Володимира Сосюри. Дякуємо долі і Богові за те, що доторкнулися до витоків Генія», — написали вони 24. 11. 14.

## Галерея

Фотознімки батьків і рідних
Портрет
Портрет
Рукопис
Рукопис
Бритва
Документи
Магнітола
Одяг
Одяг
Одяг
Одяг
Одяг
Бюст В. Сосюри

## Екскурсії онлайн
- Онлайн-виставка «Володимир Сосюра — стежками Луганщини»
- Екскурсія до меморіального музею В. Сосюри в ПК ім. В. М. Сосюри м. Лисичанська